# (3854) George
(3854) George és un asteroide que forma part del grup dels asteroides que creuen l'òrbita de Mart i va ser descobert per Carolyn Jean S. Shoemaker el 13 de març de 1983 des de l'observatori Palomar, Estats Units.
George va ser designat al principi com 1983 EA. Més tard, en 1989, es va anomenar en honor de George Estel Shoemaker (1904-1960), sogre de la descobridora.
Està situat a una distància mitjana de 1,892 ua del Sol, podent allunyar-se'n fins a 2,146 ua i acostar-s'hi fins a 1,639 ua. Té una inclinació orbital de 24,21 graus i una excentricitat de 0,1341. Empra 950,7 dies a completar una òrbita al voltant del Sol.
George pertany al grup asteroidal d'Hungaria.
La magnitud absoluta de George és 14 i el període de rotació de 3,34 hores.